# Stopplaats Klein Avegoor
Stopplaats Klein Avegoor is een voormalige halte aan de Staatslijn A. De stopplaats lag tussen de huidige stations Dieren en Rheden.
Volgens spoorhistoricus Kees van de Meene heeft de halte nooit bestaan.